# Repubblica Popolare Socialista d'Albania
Repubblica Popolare Socialista d'Albania (in albanese Republika Popullore Socialiste e Shqipërisë) fu il nome ufficiale dell'Albania comunista fra il 1976 e il 1991. Tale denominazione fu adottata in seguito all'entrata in vigore di una nuova costituzione, sostituendo quella della Repubblica Popolare d'Albania (Republika Popullore e Shqipërisë) in uso dal 1946.

## Storia

### Consolidamento del potere e riforme iniziali

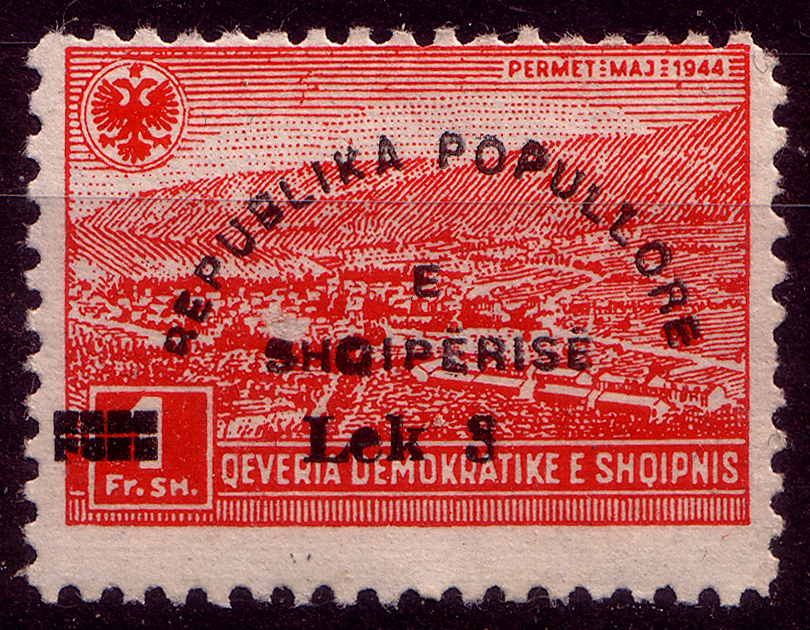
Un francobollo sovrastampato con la dicitura "Repubblica popolare d'Albania

Nel novembre 1944 i tedeschi sgomberarono dall'Albania in seguito allo sfondamento dell'Armata Rossa nei Balcani; a colmare il vuoto lasciato dalla partenza tedesca intervennero i gruppi comunisti locali, prendendo di fatto da quel momento il potere in tal modo. Il gruppo di comunisti, formatosi rapidamente durante la seconda guerra mondiale, eliminò tutti i potenziali nemici politici, stabilendo la Repubblica Popolare d'Albania. Entro i primi mesi del 1945, i comunisti avevano liquidato, screditato, o inviato in esilio la maggior parte dell'élite culturale d'anteguerra del paese, cresciuta sotto il dominio italiano. Il ministro degli affari interni, Koci Xoxe, ha governato sia il processo che l'esecuzione di migliaia di oppositori politici, capi clan, e degli ex membri dei governi albanesi, successivamente condannati come criminali di guerra.

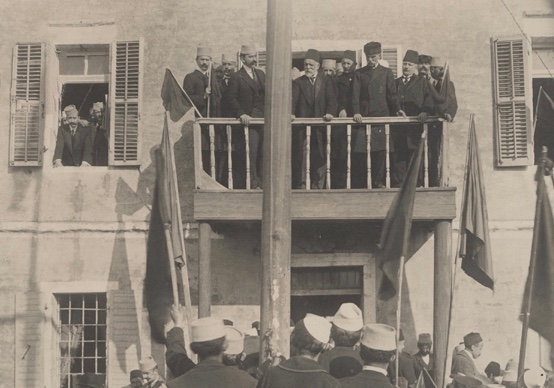
La dichiarazione di indipendenza

Nel dicembre 1945 gli Albanesi elessero una nuova Assemblea popolare, dove solo i candidati del Fronte Democratico, ribattezzato NLM, apparvero nelle liste elettorali;. Lo scrutinio ufficiale mostrò che il 92% degli elettori aveva votato e che il 93% degli elettori aveva scelto il Fronte Democratico. L'assemblea convocata nel mese di gennaio 1946 sfiduciò la monarchia, rappresentata da re Zog, trasformando l'Albania in una repubblica popolare. Dopo mesi di acceso dibattito, l'assemblea adottò una Costituzione simile a quella della Repubblica jugoslava di Macedonia, che si richiamava alla costituzione sovietica. In primavera i membri dell'assemblea scelsero un nuovo governo. Enver Hoxha, primo segretario del Partito Comunista, divenne sia primo ministro che ministro degli esteri e della difesa, nonché comandante delle forze armate, mentre Xoxe ricoprì la carica di ministro degli interni e diresse la segreteria organizzativa del partito comunista albanese. Tra la fine del 1945 e l'inizio del 1946, Xoxe ed altri esponenti della linea dura purgarono gli elementi moderati che avevano sollecitato i compagni a stringere i contatti con l'Occidente e pretendere l'introduzione del pluralismo politico, chiedendo inoltre un ritardo nell'introduzione di regolamentazioni economiche di stampo socialista, fino a quando l'Albania non avesse sviluppato un'economia di mercato. Hoxha invece spinse il paese verso un isolazionismo sempre più accentuato, sulla base di un marxismo-leninismo antirevisionista; Hoxha rimase al potere, tuttavia in un'occasione sostenne il ripristino delle relazioni con l'Italia e fu consentito ad alcuni albanesi di studiare in Italia.

### Le relazioni tra Jugoslavia e Albania

#### L'appoggio iniziale
Fino a quando la Jugoslavia non venne espulsa dal Cominform nel 1948, l'Albania agì come un "paese satellite" della nazione di Tito, che mirava ad una sua annessione. Dopo il ritiro della Germania dai paesi slavi verso la fine del 1944, i partigiani comunisti jugoslavi presero possesso del Kosovo. Contrariamente alla linea politica tenuta prima della seconda guerra mondiale, quando il partito comunista jugoslavo sosteneva l'unificazione del Kosovo con l'Albania, nel dopoguerra insistette sul mantenimento del Paese entro le frontiere anteguerra. Nel 1943 ripudiando l'accordo di Mukaj, e sotto la pressione delle autorità jugoslave, l'Albania comunista aveva acconsentito, al termine della guerra, alla restituzione del Kosovo alla Jugoslavia. Nel gennaio 1945, i due governi firmarono un trattato di riannessione, quale provincia autonoma. Poco dopo, la Jugoslavia divenne il primo paese a riconoscere il governo provvisorio albanese.

#### Gli accordi economici
Nel luglio 1946, la Jugoslavia e l'Albania firmarono un trattato di amicizia e di cooperazione, rapidamente seguito da una serie di accordi tecnici ed economici con l'intento di porre le basi per l'integrazione delle economie albanese e della repubblica jugoslava di Macedonia. I patti stabilivano la coordinazione dei piani economici di entrambi gli Stati, standardizzando i loro sistemi monetari, la creazione di un sistema di prezzi comune e una comune unione doganale. Il rapporto con la repubblica jugoslava di Macedonia era così stretto, che persino il serbo-croato divenne materia di studio nelle scuole superiori albanesi. La Jugoslavia inoltre, firmò un trattato di amicizia simile con la Bulgaria, e, sia il maresciallo Tito che il presidente della Bulgaria Georgi Dimitrov, ipotizzarono la possibilità di creare una federazione balcanica che includesse Albania, Jugoslavia, e Bulgaria. Consulenti jugoslavi si riversarono, sia negli uffici del governo, che nell'esercito albanese. Tirana, immediatamente dopo la guerra, cercava disperatamente aiuti all'estero, e nel dopoguerra solo grazie a circa 20.000 tonnellate di grano provenienti dalla repubblica jugoslava di Macedonia evitò una carestia. Ricevette inoltre 26,3 milioni di dollari USA dalla United Nations Relief and Rehabilitation Administration, organizzazione delle Nazioni Unite. Tuttavia dovette fare affidamento principalmente sulla Jugoslavia, sia per gli investimenti che per gli aiuti allo sviluppo.
Il governo jugoslavo chiaramente considerava gli investimenti in Albania come fondamentali per il futuro della Jugoslavia stessa. Vennero create imprese congiunte tra Albania e la repubblica jugoslava di Macedonia, per l'estrazione mineraria, la costruzione delle ferrovie, la produzione di petrolio e di elettricità, e anche per il commercio internazionale. Gli investimenti della repubblica jugoslava di Macedonia condussero alla costruzione di una raffineria di zucchero a Coriza, un impianto di trasformazione alimentare ad Elbasan, una fabbrica di canapa a Rrogozhinë, un conservificio ittico a Valona, una tipografia, una centrale telefonica e una manifattura tessile a Tirana. Gli jugoslavi rafforzarono anche l'economia albanese pagando il triplo del prezzo del mercato mondiale per il rame ed altri materiali di produzione albanese.

#### Gli attriti
Le relazioni tra l'Albania e la Jugoslavia peggiorarono, tuttavia, quando gli albanesi iniziarono a lamentarsi che la Jugoslavia pagasse troppo poco le materie prime albanesi e sfruttasse l'Albania attraverso le joint-ventures. Inoltre gli albanesi richiedevano fondi di investimento per sviluppare industrie, elettrificazione ed una raffineria di petrolio, mentre gli jugoslavi avrebbero voluto che gli albanesi si fossero concentrati sull'agricoltura e sull'estrazione delle materie prime. Nako Spiru, capo della Commissione di pianificazione economica albanese e uno degli alleati di Hoxha, diventò il principale critico degli sforzi economici jugoslavi mirati ad esercitare una sorta di controllo politico-economico sull'Albania. Tito perdette la fiducia sia in Hoxha che negli altri intellettuali albanesi, e, attraverso Xoxe e i suoi fedeli, tentò di scalzarli dal potere.
Nel 1947, i leader jugoslavi organizzarono un'offensiva contro i comunisti albanesi anti-jugoslavi, tra cui Hoxha e Spiru. Nel mese di maggio, Tirana annunciò l'arresto, il processo e la condanna di nove membri dell'Assemblea popolare, tutti noti per opporsi alla Jugoslavia, con l'accusa di attività contro lo Stato. Un mese più tardi, il Comitato Centrale del partito comunista jugoslavo accusò Hoxha di aver seguito politiche "indipendenti" e sobillato il popolo albanese contro la Jugoslavia. È probabile che, nel tentativo di acquistare il sostegno all'interno del Partito comunista albanese a Tirana, Belgrado avesse fornito crediti per un valore di 40 milioni di dollari USA, un importo pari al 58% del bilancio statale albanese del 1947. Un anno più tardi, i crediti jugoslavi rappresentavano quasi la metà del bilancio dello stato. Le relazioni peggiorarono in autunno, tuttavia, quando la commissione di Spiru mise a punto un piano economico che enfatizzava l'autosufficienza, l'industria leggera e l'agricoltura.
Gli Jugoslavi disapprovarono aspramente l'iniziativa albanese e, quando Spiru venne a trovarsi al centro delle critiche, non riuscendo a guadagnare l'appoggio di nessuno tra il gruppo dirigente comunista albanese, si suicidò.
La marginale posizione albanese all'interno del blocco comunista, venne chiaramente sottolineata quando le altre nazioni emergenti dell'est Europa, nel 1947, non invitarono il partito comunista albanese all'incontro fondante del Cominform. Per contro, fu la Jugoslavia a rappresentare l'Albania agli incontri del Cominform. Benché l'Unione Sovietica avesse dato all'Albania un aiuto nel costruire l'impianto tessile e lo zuccherificio ed altre fabbriche ed a fornire all'Albania macchinari agricoli ed industriali, Stalin riferì a Milovan Đilas, al tempo un membro di alto grado della gerarchia comunista jugoslava, che "la Jugoslavia avrebbe dovuto ''inglobare'' l'Albania".

#### Il tentativo di ammissione nella Federazione Jugoslava
In Albania, la fazione pro-Jugoslavia ottenne il potere politico decisivo prima del 1948. Ad un plenum del partito in febbraio e marzo, la dirigenza comunista votò per fondere le economie e le forze armate jugoslave ed albanesi. Durante un incontro del Politburo del partito un mese più tardi, Xoxe propose di appellarsi a Belgrado per l'ammissione dell'Albania come settima repubblica jugoslava.
Quando il Cominform espulse la Jugoslavia il 28 giugno 1948, comunque, l'Albania fece un rapido voltafaccia. Tre giorni più tardi, Tirana diede ai consiglieri Jugoslavi in Albania 48 ore per lasciare il paese, rescindendo tutti gli accordi economici, lanciando una virulenta campagna di propaganda anti-Jugoslava che trasformò Stalin in un eroe nazionale albanese, Hoxha in un combattente contro l'aggressione straniera e Tito in un mostro imperialista.
L'Albania entrò nell'orbita dell'Unione Sovietica e, nel settembre 1948, Mosca entrò in gioco per compensare la perdita albanese dell'aiuto jugoslavo. Il passo si rivelò proficuo per la nazione adriatica, in quanto Mosca aveva molto più da offrire di quanto non avesse la meno florida Belgrado. Il fatto che l'Unione Sovietica non avesse confini comuni con l'Albania era positivo per il regime di Tirana perché rendeva più difficile per Mosca esercitare pressioni. Nel novembre 1948, al primo congresso del partito albanese del lavoro (APL), il partito comunista albanese cambiò nome su suggerimento di Stalin.
Hoxha, strumentalmente, accusò la Jugoslavia di essere responsabile dei problemi del paese. Hoxha rimosse Xoxe dalla carica di ministro per gli affari interni nell'ottobre 1948, rimpiazzandolo con Shehu. Dopo un processo segreto, avvenuto nel maggio 1949, Xoxe venne ucciso. Le successive purghe anti-titoiste in Albania portarono alla liquidazione di 14 membri del Partito, 31 del Comitato Centrale e 32 dei 109 deputati dell'Assemblea del Popolo. Soprattutto, il partito espulse circa il 25% dei suoi membri. La Jugoslavia rispose con un contrattacco propagandistico, cancellò i suoi trattati di amicizia con l'Albania e nel 1950 ritirò la sua missione diplomatica da Tirana.

### Il periodo filo-sovietico (1948-1961)
Hoxha si dichiarò marxista-leninista ortodosso, e un grande ammiratore di Iosif Stalin. Prese come modello l'Unione Sovietica e irrigidì le relazioni con i suoi vecchi alleati, i comunisti jugoslavi, in seguito alla condanna della loro ideologia decisa a Mosca nel 1948. Il suo ministro della difesa, Koçi Xoxe (/ˈkɔʧi ˈʣɔʣɛ/), fu condannato a morte e giustiziato un anno dopo per attività filo-jugoslave.

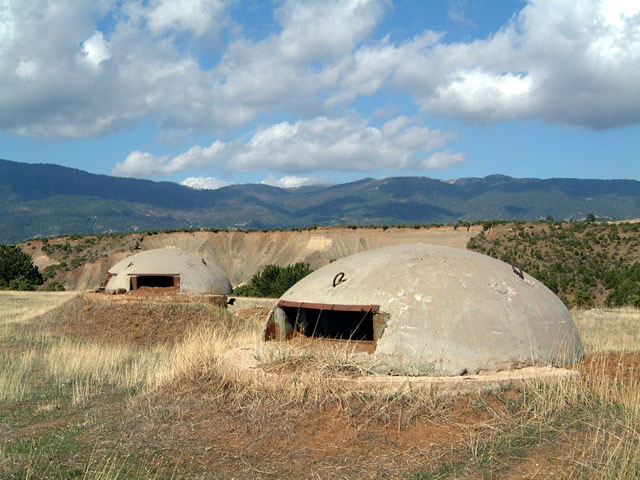
Bunker in Albania

In caso di una possibile invasione occidentale o jugoslava, dal 1950, Hoxha fece costruire in tutto il paese migliaia di bunker in cemento per essere usati come posti di guardia e ricoveri di armi; il loro numero potrebbe essere superiore ai 500.000. La loro costruzione accelerò quando, nel 1968, la Nazione uscì ufficialmente dal Patto di Varsavia, aumentando il rischio di un attacco straniero.
Hoxha rimase un convinto stalinista nonostante la relazione del ventesimo congresso del Partito Comunista dell'Unione Sovietica, e questo significò l'isolamento dell'Albania dal resto dell'Europa orientale comunista. Hoxha era deciso a seguire la politica stalinista criticando i revisionisti russi per aver cambiato il loro sistema economico.

### Il periodo filo-cinese (1961-1978)
Nel 1961 iniziò l'avvicinamento politico albanese alla Repubblica Popolare Cinese in seguito alla crisi sino-sovietica, e Hoxha, negli anni seguenti, compromise le relazioni con Mosca e si ritirò dal Patto di Varsavia come reazione all'invasione sovietica della Cecoslovacchia.
Nel 1967, dopo due decenni di ateizzazione sempre più forte, Hoxha dichiarò trionfalmente che la nazione era il primo paese al mondo dove l'ateismo di stato era scritto nella Costituzione. In quella del 1976 l'articolo 37 recitava: "Lo Stato non riconosce alcuna religione e svolge la propaganda al fine di radicare negli uomini la visione materialistica scientifica del mondo", mentre il 55 sancisce: "è vietata la creazione di qualsiasi organizzazione a carattere fascista, antidemocratico, religioso e antisocialista. È vietata l'attività e la propaganda fascista, antidemocratica, religiosa, guerrafondaia, antisocialista, come pure l'istigazione all'odio nazionale e razziale.". L'articolo 55 del codice penale del 1977 stabiliva la reclusione da 3 a 10 anni per propaganda religiosa e produzione, distribuzione o immagazzinamento di scritti religiosi. Parzialmente ispirato dalla Rivoluzione Culturale in Cina, procedette alla confisca di moschee, chiese, monasteri e sinagoghe. Molti di questi furono trasformati in musei o uffici pubblici, altri in officine meccaniche, magazzini, stalle o cinema. I villaggi con nomi di santi furono rinominati con nomi non religiosi.
Secondo un rapporto di Amnesty International pubblicato nel 1984, lo stato dei diritti umani in Albania sotto Hoxha era estremamente critico. A causa dell'isolamento e del deperimento dei rapporti con il blocco sovietico, alcuni diritti civili come la libertà di parola, di religione, di stampa e di associazione, sebbene la costituzione del 1976 li enunciasse, vennero sensibilmente compressi da una legge del 1977, con la giustificazione che fosse necessario per garantire stabilità ed ordine sociale.

### L'ultimo comunismo autarchico di Hoxha (1978-1985)
La morte di Mao Zedong nel 1976, e la sconfitta della cosiddetta Banda dei quattro nella successiva lotta intestina al Partito Comunista Cinese nel 1977 e 1978 portò alla rottura tra Cina e Albania, che si ritirò in un ulteriore isolamento politico, mentre Hoxha si ergeva a baluardo anti-revisionista criticando sia Mosca che Pechino.
Nel 1981 Hoxha ordinò l'arresto e l'esecuzione capitale di diversi dirigenti di partito e di governo accusati di corruzione e di attività controrivoluzionaria. Tra questi c'era il Primo ministro Mehmet Shehu, la seconda figura politica del regime, che venne ritrovato con una ferita da proiettile al petto nel dicembre 1981, ufficialmente, si tratta di un suicidio.

### Il comunismo albanese di Ramiz Alia (1985-1992)
Dopo la morte di Enver Hoxha (1985), Ramiz Alia assunse anche la carica di segretario del Partito Comunista Albanese. Il regime di Alia diede avvio ad una certa distensione politica sia interna che estera, mentre il potere del partito dominante si indeboliva.
Alia si impegnò nelle pubbliche sedi a mantenere i princìpi del suo predecessore, ma prendendo il potere diede inizio ad una tendenza parzialmente riformista incentrata sia su un decentramento economico che su incentivi materiali ai lavoratori. Tuttavia i problemi del sistema che Hoxha aveva lasciato in eredità con la propria politica erano di una natura e dimensione tale da rendere necessaria un'attenzione drastica ed immediata, e il tentativo di Alia, tra il 1985 ed il 1989, volto a revisionare il sistema, fu insufficiente a scongiurare la crisi e il conseguente disastro. Rieletto alla guida dello Stato dopo le elezioni presidenziali del 1987, avviò il processo di transizione ad un sistema multipartitico aperto.

### La caduta del comunismo
La caduta del comunismo in Albania è iniziata nel dicembre del 1990, prima attraverso manifestazioni studentesche. Le elezioni del marzo 1991 lasciarono i comunisti ancora al potere, ma uno sciopero generale e una decisa opposizione cittadina, hanno esercitato abbastanza pressioni per la creazione di un governo di coalizione, che includeva anche formazioni politiche non-comuniste. Infine, i comunisti furono sconfitti alle elezioni del marzo 1992, questo tra disordini sociali ed un vero e proprio collasso economico e finanziario.

### La transizione politica del 1992
Nel 1990, contestualmente alla caduta dei regimi comunisti dell'Europa orientale, Ramiz Alia introdusse il multipartitismo. Eletto nel 1991 alla presidenza della repubblica, si dimise il 3 aprile 1992 dopo la vittoria elettorale del Partito Democratico d'Albania di Sali Berisha. In seguito fu arrestato con l'accusa di corruzione, ma venne comunque rilasciato nel luglio 1995.
Oggi gli albanesi sono divisi sull'eredità di Enver Hoxha: secondo un sondaggio dell'OSCE del 2016, il 42% valuta positivamente il governo positivamente e il 45% lo valuta negativamente.

## Elenco dei leader
Primi Segretari del Partito del Lavoro d'Albania: 
- Enver Hoxha (1946-1985)
- Ramiz Alia (1985-1991)

Presidenti del Presidio dell'Assemblea popolare: 
- Ömer Nishani (1946-1953)
- Haxhi Lleshi (1953-1982)
- Ramiz Alia (1982-1991)

Presidenti del Consiglio dei Ministri della Repubblica Popolare Socialista d'Albania: 
- Enver Hoxha (1946-1954)
- Mehmet Shehu (1954-1981)
- Adil Çarçani (1981-1991)